# Mistrovství světa v zápasu řecko-římském 2014
Mistrovství světa v zápasu řecko-římském proběhlo v Taškentu, Uzbekistán v roce 2014.

## Výsledky
| Kategorie | Podrobně | Zlato                    | Stříbro                 | Bronz                   | Bronz                    |
| --------- | -------- | ------------------------ | ----------------------- | ----------------------- | ------------------------ |
| -59 kg    | podrobně | Hamíd Surián (IRI)       | Mingijan Semjonov (RUS) | Stig Andre Berge (NOR)  | Elmurat Tasmuratov (UZB) |
| -66 kg    | podrobně | Davor Štefanek (SRB)     | Omíd Naurózí (IRI)      | Tamás Lőrincz (HUN)     | Edgaras Venckaitis (LTU) |
| -71 kg    | podrobně | Čingiz Labazanov (RUS)   | Yunus Özel (TUR)        | Afšín Bijábángard (IRI) | Rasul Čunajev (AZE)      |
| -75 kg    | podrobně | Arsen Džulfalakjan (ARM) | Neven Žugaj (CRO)       | Elvin Mursalijev (AZE)  | Andrew Bisek (USA)       |
| -80 kg    | podrobně | Péter Bácsi (HUN)        | Jevgenij Salejev (RUS)  | Eric Pettersson (SWE)   | Selçuk Çebi (TUR)        |
| -85 kg    | podrobně | Mélonin Noumonvi (FRA)   | Saman Tahmásibí (AZE)   | Viktor Lőrincz (HUN)    | Žan Beleňuk (UKR)        |
| -98 kg    | podrobně | Artur Aleksanjan (ARM)   | Oliver Hassler (GER)    | Gásem Rezáí (IRI)       | Cenk İldem (TUR)         |
| -130 kg   | podrobně | Mijaín López (CUB)       | Rıza Kaya'alp (TUR)     | Heiki Nabi (EST)        | Bilal Machov (RUS)       |